# 佩恩
佩恩（Payne），亦称佩恩市（Payne City），美国佐治亚州比布县城市。总人口218人（2010年美国人口普查）。